# Gare de Cahors
Gare de Cahors vasútállomás Franciaországban, Cahors településen.

## Vasútvonalak
Az állomást az alábbi vasútvonalak érintik:
- Orléans–Montauban-vasútvonal
- Monsempron-Libos-Cahors-vasútvonal
- Cahors - Capdenac railway line
- Ligne de Cahors à Moissac

## Kapcsolódó állomások
A vasútállomáshoz az alábbi állomások vannak a legközelebb:
- Gare de Lalbenque - Fontanes (Gare de Montauban-Ville-Bourbon, Orléans–Montauban-vasútvonal)
- Gare de Dégagnac (Gare des Aubrais - Orléans, Orléans–Montauban-vasútvonal)
- Cabessut station (Gare de Capdenac, Cahors - Capdenac railway line)